# Dann mach doch die Bluse zu
Dann mach doch die Bluse zu. Ein Aufschrei gegen den Gleichheitswahn ist ein von der Publizistin Birgit Kelle 2013 im Adeo Verlag veröffentlichtes Sachbuch. Dem Buch ging die vielbeachtete gleichnamige Kolumne in The European voran.

## Kolumne
Birgit Kelle veröffentlichte anlässlich der Sexismus-Debatte #aufschrei am 29. Januar 2013 im Debattenmagazin The European die Kolumne Dann mach doch die Bluse zu! Darin hieß es etwa: „Vielleicht wäre uns diese ganze Debatte erspart geblieben, wenn an diesem ominösen Abend an der Bar nicht Rainer Brüderle, sondern George Clooney gestanden hätte [...] die ganze Nummer bekommt einen ganz neuen Dreh, wenn männliche Annäherung auf fruchtbaren Boden fällt. Dann wäre es unter Umständen die Geschichte eines heißen Flirts geworden und Frau Himmelreich hätte bis an ihr Lebensende einen echten Clooney bei ihren Freundinnen zum Besten geben können. [...] Wo persönliche Befindlichkeit als ausreichender Gradmesser erscheint, um Sexismus zu definieren, verkommt der Begriff zur Beliebigkeit.“ Nach Angaben des Wochenmagazins Werben & Verkaufen war die Kolumne das „Social-Media-Phänomen des Jahres“ 2013. Den Artikel Dann mach doch die Bluse zu nahm Kelle dann als Grundlage für ihr im August 2013 erschienenes Buch.

## Inhalt des Buchs
Kelle kritisiert in ihrem Buch Instrumentalisierung von Sexismus. Unter anderem lehnt sie die sogenannte „Genderpolitik“ und Frauenquoten ab. Kelle fordert mehr Männlichkeit und die Anerkennung der Hausfrau. Gesellschaftlicher Verbesserungsbedarf besteht ihrer Meinung nach in der gesamten Erziehungspolitik und im Umgang mit dem Feminismus.

## Rezeption
Danuta Szarek rezensierte für Focus Online: „Es liest sich, wie der nochmals gewählte Titel ‚Dann mach doch die Bluse zu‘ vermuten lässt: unterhaltsam provozierend, polemisch, sarkastisch. Und mit einer gehörigen Wut im Bauch gegenüber den Alice Schwarzers der Nation, die jeden abstrafen, ‚der nicht mitzieht bei der Befreiung der Frau oder jedenfalls bei dem, was sie dafür halten‘“.
Alexander Wallasch schrieb in der taz: „Die für das Kelle-Buch anvisierte Zielgruppe lässt sich bereits auf deren Facebookseite identifizieren: Hausfrauen, die ihr gern glauben, dass sie zufrieden sein dürfen, wütende Männer, die sich im Kampf um das Sorgerecht ihrer Kinder vom Staat verlassen sehen, – und Katholiken. Das erklärt dann leider auch das kurze Kapitel gegen Abtreibung [...], das aber zum Wenigen gehört, das man besser überblättert. Nein, so flapsig-katholisch darf man den verlustreichen emanzipatorischen Kampf gegen den Abtreibungsparagrafen 218, den Treibstoff des Feminismus der zweiten Hälfte des 20. Jahrhunderts, nicht abwatschen, wenn man auch auf der Gegenseite ernst genommen werden will.“
In Die Presse hieß es bei Anne-Catherine Simon: „Nun hat die Deutsche unter demselben Titel ein Buch veröffentlicht. Darin spielt die Sexismusfrage freilich eine Nebenrolle, Hauptthema ist ein anderes. Kelle hat vier Kinder, ist für sie lang zu Hause geblieben, habe ‚unfassbar schöne Jahre‘ mit ihnen hinter sich – und ist es leid, sich dafür zu entschuldigen. ‚Denn sich zumindest ein bisschen schlecht zu fühlen, ist Mindestmaß für eine Hausfrau und Mutter in Deutschland‘.“
Barbara Rohrhofer rezensierte in den Oberösterreichischen Nachrichten: „In ihrem Buch richtet sich Kelle zudem gegen die ‚Diktatur des Feminismus‘, gegen den ‚Genderwahn‘ und die ‚Quoten-Zwangsbeglückung‘ – und erntet Applaus von Gleichgesinnten. Das Ergebnis all ihrer Überlegungen: ‚Auch 2013 nähern wir uns in der Geschlechterfrage nicht an. Wir sitzen immer noch ratlos zwischen den Stühlen. Männer sind anders, Frauen auch. Selbst mehrere Jahrzehnte Gender-Mainstreaming können an dieser Binsenweisheit nichts ändern.‘“
Dana Schülbe kommentierte in der Rheinischen Post : „Kelle kommt immer wieder zurück auf den Feminismus, der nach ihrer Ansicht zu Gleichheitswahn geführt hat. Wie wenig sie von Alice Schwarzer und deren Mitkämpferinnen hält, ist auf jeder Seite der Streitschrift spürbar. Das Buch regt zum Nachdenken an, auch wenn man der Autorin nicht an jeder Stelle, vielleicht sogar nur an wenigen Stellen zustimmen möchte.“